# Micrathena reali
Micrathena reali là một loài nhện trong họ Araneidae.
Loài này thuộc chi Micrathena. Micrathena reali được Herbert Walter Levi miêu tả năm 1985.